# Pitangueiras (bairro do Rio de Janeiro)
Pitangueiras, é um bairro da Zona Norte do município do Rio de Janeiro. Fica localizado dentro da Ilha do Governador.
Limita-se com os bairros Cacuia, Praia da Bandeira e Zumbi.
Seu IDH, no ano 2000, era de 0,858, o 46º melhor do município do Rio de Janeiro.

## História
Possui uma área nobre no alto do Morro da Viúva, repleta de mansões e construções de classe média. O bairro é bastante arborizado, possui uma praia com seu nome e não possui comércio é estritamente residencial. Entretanto convive com uma favela em seu território, comunidade "Nossa Senhora das Graças".
Ao contrário do que se pensa, no bairro não existiam pitangueiras. A tradução do nome no dialeto indígena significa PYTY–NGUÊ-RA, “Apertado, Afogado”. No final do século XIX, havia uma fábrica de formicidas próxima a Ponta do Tiro, com atracadouro próprio, demolida em 1940.
No século XX, o bairro surge da ocupação ao longo da linha do mar e do caminho dos antigos bondes. Em 1920, é construído um forte na Ponta do Tiro, onde foram instalados um canhão e o mastro da bandeira. Em 1922, a Companhia de Melhoramentos da Ilha do Governador põe a circular o bonde elétrico, entre a Ribeira e o Cocotá, passando pelo bairro de Pitangueiras. Surgem os primeiros loteamentos na década de 1940, abrangendo as quadras das ruas Nambi e Engenheiro Maia Filho. Na década de 1950, seria loteado o morro do Zumbi, com a abertura das atuais ruas Profº Alberto Meyer, pracinha Cesário Aguiar, Santa Escolástica, pracinha Dirceu de Almeida, e outras.
Importante é a antiga estrada do Monjolo (atual rua do Monjolo), interligando a praia das Pitangueiras à estrada do Rio Jequiá. No alto do morro da Tapera, conjuntos habitacionais foram construídos, divididos com o bairro vizinho da praia da Bandeira, como os Condomínios Brisa Mar, Carrossel Dourado, e outros. No morro da Cacuia, em seu espigão voltado para a rua Monjolo e a estrada do Rio Jequiá, a grande comunidade denominada de morro Nossa Senhora das Graças ou “Boogie Woogie”, surgiu em 1927. O terreno era propriedade particular, seu antigo dono permitiu a construção de barracos, provocando grande expansão habitacional. Seus herdeiros não conseguiram a remoção dos moradores, e a comunidade ocupou todo o morro, numa área de 138.788,41 m². Os seus acessos principais se dão pela ruas Visconde de Lamare e Ibatuba. Próximo fica instalado o CIEP Olga Benário Prestes.
Em 1995, foi reformado o monumento da Ponta do Tiro, com a instalação definitiva de um Mastro com a Bandeira Brasileira. A praia das Pitangueiras possui pequena faixa arenosa, que aumenta nas marés baixas.
A denominação, delimitação e codificação do Bairro foi estabelecida pelo Decreto Nº 3158, de 23 de julho de 1981 com alterações do Decreto Nº 5280, de 23 de agosto de 1985.

## Geografia
A Praia das Pitangueiras é uma pequena praia que possui esse nome derivado grande número de pitangueiras que lá existiam quando começou a povoação da Ilha do Governador nos anos 30; sendo ela que deu o nome ao bairro quando as ruas próximas a praia foram emancipadas como um bairro autônomo pelo prefeito Júlio Coutinho em 1981.
Possui raramente qualidade para banho, em função da poluição da baía de Guanabara, porém sua orla aproveitada para passeios e prática de esportes; também sendo o principal fator que mantém valorização do metro quadrado do bairro é seu principal ponto de vida noturna.[carece de fontes?]